# Manhuaçu (gemeente)
Manhuaçu is een gemeente in de Braziliaanse deelstaat Minas Gerais. De gemeente telt  87.735 inwoners (schatting 2016).

## Aangrenzende gemeenten
De gemeente grenst aan Caputira, Luisburgo, Manhumirim, Matipó, Raul Soares, Reduto, Santa Bárbara do Leste, São João do Manhuaçu, Simonésia en Vermelho Novo.